# Alain Turicchia
Alain Turicchia (Faenza, 4 settembre 1975) è un ex ciclista su strada italiano, professionista dal 1997 al 2001.

## Palmarès
- 2000 (Amica Chips, una vittoria)

2ª tappa Vuelta a Castilla y León (Valladolid > El Espinar)

## Piazzamenti

### Grandi giri
- Giro d'Italia

1999: 97º
- Tour de France

1998: 74º
- Vuelta a España

1999: ritirato (12ª tappa)

### Classiche monumento
- Liegi-Bastogne-Liegi

1999: ritirato